# Thalhammerita
La thalhammerita és un mineral de la classe dels sulfurs. Rep el nom en honor d'Oskar A. R. Thalhammer, professor de mineralogia i petrologia de la Universitat de Leoben, Àustria.

## Característiques
La thalhammerita és un sulfur de fórmula química Pd9Ag₂Bi₂S₄. Va ser aprovada com a espècie vàlida per l'Associació Mineralògica Internacional l'any 2018, sent publicada per primera vegada el mateix any de la seva aprovació. Cristal·litza en el sistema tetragonal.
L'exemplar que va servir per a determinar l'espècie, el que es coneix com a material tipus, es troba conservat a les col·leccions del Museu d'Història Natural de Londres (Anglaterra), amb el número de registre: bm2017,16.

## Formació i jaciments
Va ser descoberta a la mina Komsomol'skii, dins el dipòsit de Cu-Ni de Talnakh, a Norilsk, Taimíria (Krai de Krasnoiarsk, Rússia), on es troba en forma de petites inclusions, des d’uns pocs μm fins a uns 40-50 μm, entrecreuades amb galena, calcopirita i també a bornita. També se'n troba associada a mil·lerita i pirita. Es tracta de l'únic indret de tot el planeta on ha estat descrita aquesta espècie mineral.